# II Torneio Fundadores
Il II Torneio Fundadores è la 2ª edizione dell'omonimo torneo di football americano, organizzato dalla FPFA.

## Squadre partecipanti
| Club                | Città             | Stadio | Sponsor ufficiale | Risultato nella stagione 2017-18 |
| ------------------- | ----------------- | ------ | ----------------- | -------------------------------- |
| Braga Warriors      | Braga             |        |                   |                                  |
| Cascais Crusaders   | Cascais           |        |                   |                                  |
| Lisboa Devils       | Lisbona           |        |                   |                                  |
| Paredes Lumberjacks | Paredes           |        |                   |                                  |
| Porto Mutts         | Vila Nova de Gaia |        |                   |                                  |

## Tabellone
|  | Wild Card           | Wild Card           | Wild Card         |                   |             | Semifinali  | Semifinali  | Semifinali |  |  | II Final | II Final | II Final |  |
|  |                     |                     |                   |                   |             |             |             |            |  |  |          |          |          |  |
|  |                     |                     |                   |                   |             | Porto Mutts | Porto Mutts | 14         |  |  |          |          |          |  |
|  |                     |                     |                   |                   |             | Porto Mutts | Porto Mutts | 14         |  |  |          |          |          |  |
|  |                     |                     | Lisboa Devils     | Lisboa Devils     | 12          |             |             |            |  |  |          |          |          |  |
|  | Lisboa Devils       | Lisboa Devils       | Lisboa Devils     | Lisboa Devils     | 12          | 42          |             |            |  |  |          |          |          |  |
|  | Lisboa Devils       | Lisboa Devils       |                   |                   |             |             |             |            |  |  |          |          |          |  |
|  | Paredes Lumberjacks | Paredes Lumberjacks | 0                 |                   |             |             |             |            |  |  |          |          |          |  |
|  | Paredes Lumberjacks | Paredes Lumberjacks | 0                 |                   | Porto Mutts | Porto Mutts | 0           |            |  |  |          |          |          |  |
|  |                     |                     |                   |                   |             |             |             |            |  |  |          |          |          |  |
|  |                     |                     | Cascais Crusaders | Cascais Crusaders | 33          |             |             |            |  |  |          |          |          |  |
|  |                     |                     |                   | Cascais Crusaders | 33          |             |             |            |  |  |          |          |          |  |
|  |                     |                     |                   |                   |             |             |             |            |  |  |          |          |          |  |
|  |                     |                     |                   |                   |             |             |             |            |  |  |          |          |          |  |
|  |                     | Cascais Crusaders   | Cascais Crusaders | 42                |             |             |             |            |  |  |          |          |          |  |
|  |                     |                     |                   | 42                |             |             |             |            |  |  |          |          |          |  |
|  |                     |                     | Braga Warriors    | Braga Warriors    | 20          |             |             |            |  |  |          |          |          |  |
|  | Cascais Crusaders   | Cascais Crusaders   | Braga Warriors    | Braga Warriors    | 20          | 15          |             |            |  |  |          |          |          |  |
|  | Cascais Crusaders   | Cascais Crusaders   |                   |                   |             |             |             |            |  |  |          |          |          |  |
|  | Braga Warriors      | Braga Warriors      | 10                |                   |             |             |             |            |  |  |          |          |          |  |

## Incontri

### Wild Card
| 17 novembre 2019, ore 15:00 | Lisboa Devils | 42 – 0 | Paredes Lumberjacks |  |

| 17 novembre 2019, ore 15:00 | Cascais Crusaders | 15 – 10 | Braga Warriors |  |

### Semifinali
| 1º dicembre 2019, ore 15:00 | Lisboa Devils | 12 – 14 | Porto Mutts |  |

| 1º dicembre 2019, ore 15:00 | Braga Warriors | 20 – 42 | Cascais Crusaders |  |

### II Final
| Alfena 14 dicembre 2019, ore 15:00 | Porto Mutts | 0 – 33 | Cascais Crusaders | Atlético Clube Alfenense |

## Verdetti
- Cascais Crusaders Vincitori del II Torneio Fundadores (1º titolo)